# Voksenkollen Station
Voksenkollen Station (Voksenkollen stasjon) er en metrostation på Holmenkollbanen på T-banen i Oslo. Stationen ligger 460,0 meter over havet.
Stationen åbnede i 1916, da banen blev forlænget fra Holmenkollen, nu Besserud, til Frognerseteren. I midten af 1990’erne blev overskæringerne i niveau fjernet og stationen moderniseret.
Om vinteren er der ofte mange skiløbere, der kører med bus fra stationen til Oslo Vinterpark.